# Президентские выборы в Сомали (2017)
Президентские выборы в Сомали проходили 8 февраля 2017 года. Первоначально выборы планировались на август 2016 года и должны были быть всеобщими. Однако по соображениям безопасности несколько раз переносились и вместо всеобщих были проведены непрямые выборы в парламенте.
26 января 2017 года непрямые выборы были назначены на 8 февраля. Выдвижение кандидатов закончилось 29 января 2017 года. Голосование проходило в ангаре международного аэропорта Адена Адде в Могадишо.
В результате президентом был избран бывший премьер-министр Мохамед Абдуллахи Мохамед. Он был провозглашён президентом в ходе мирной передачи власти от Хасана Шейха Махмуда, который признал поражение и поздравил преемника. После избрания на улицы столицы вышло много людей, которые праздновали избрание нового лидера страны.

## Голосование
В связи с продолжающейся с 2009 года гражданской войной безопасность проведения выборов была основной проблемой. Первоначальное место проведения голосования в Полицейской академии Могадишо было пересмотрено и переведено в более надёжный Международный аэропорт Адена Адде как самое безопасное место столицы. В день голосования движение в Могадишо было запрещено, школы закрыты, а все полёты в аэропорту отменены.

## Избирательная система
Предыдущий президент Сомали был избран в 2012 году голосованием в парламенте, который, в свою очередь, был избран 135 старейшинами. Первоначальный план по проведению всеобщих выборов был отменён из-за гражданской войны в стране. Выборы на 60 % были фондированы странами-донорами из Европы, США и Японией. Остальное было оплачено правительством Сомали и регистрационными взносами кандидатов.
Президент избирался 328 членами нижней и верхней палат парламента Сомали. Члены парламента были избраны на парламентских выборах 2016 года, в которых участвовало около 14 тыс. делегатов, назначенных старейшинами кланов.
Процедура выборов в несколько туров с постепенным отсеиванием до достижения необходимого большинства (2/3 голосов) одним из кандидатов в соответствии с главой 89 Конституции Сомали. В первом туре участвовало более 20 кандидатов.

## Результаты
Ни один из кандидатов не получил в первом туре необходимых 2/3 голосов. Во второй тур прошли 4 кандидата, набравшие наибольшее число голосов в первом туре. После того, как бывший премьер-министр Омар Абдирашид Али Шермарк отказался от участия во втором туре, количество претендентов сократилось до трёх. Во втором туре никто не набрал необходимое число голосов и занявший 3-е место бывший президент Шейх Шариф Ахмед выбыл. До проведения 3-го тура президент Хасан Шейх Махмуд, до этого считавшийся фаворитом гонки, признал поражение. После этого необходимость в 3-м туре отпала.
| Кандидат                   | Голоса |
| -------------------------- | ------ |
| Хасан Шейх Махмуд          | 88     |
| Мохамед Абдуллахи Мохамед  | 72     |
| Шейх Шариф Ахмед           | 49     |
| Омар Абдирашид Али Шермарк | 37     |

| Кандидат                  | Голоса |
| ------------------------- | ------ |
| Мохамед Абдуллахи Мохамед | 184    |
| Хасан Шейх Махмуд         | 97     |
| Шейх Шариф Ахмед          | 45     |

Новым президентом страны был объявлен гражданин Сомали и США Мохамед Абдуллахи Мохамед.